# Więzienie przy ul. Sterlinga 16 w Łodzi
Więzienie przy ul. Sterlinga 16 w Łodzi – pierwotnie kamienica czynszowa z ok. połowy XIX w., adaptowana najpierw doraźnie, a potem na już stałe na cele penitencjarne. Najpierw jako więzienie carskie, w dwudziestoleciu międzywojennym więzienia państwowe, podczas II wojny światowej więzienie hitlerowskie, po wojnie Wojewódzkiego Urzędu Bezpieczeństwa Publicznego w Łodzi i znowu państwowe do likwidacji.

## Historia budynku
Budynek został wzniesiony około połowy XIX wieku, przy ówczesnej ul. Nowo-Targowej 16, jako kamienica czynszowa dla ubogich robotników. Pomieszczenia w nim były bardzo małe, połączone wąskimi korytarzami, co dawało możliwość adaptowania budynku na cele izolacyjne. Adaptacji dokonano w połowie 1893 r. w ramach likwidacji przez władze carskie skutków tzw. „buntu łódzkiego”, kiedy zabrakło miejsc dla aresztowanych w tych rozruchach w ówczesnym więzieniu przy ul. Gdańskiej 13. W tym czasie miało to być doraźne miejsce odosobnienia.
Po wydarzeniach rewolucji 1905–1907 r. funkcja więzienno-aresztowa kamienicy została utrwalona, chociaż w dalszym ciągu traktowana była jako rozwiązanie doraźne. W związku z tym zaczęto w niej przeprowadzać niezbędne prace adaptacyjne, chociaż z zewnątrz budynek dalej zachował wiele cech kamienicy. Prowadzone one były do końca okresu międzywojennego (1918–1939), ale i tak do końca istnienia w tym miejscu aresztu-więzienia nie osiągnięto stanu pełnej adaptacji. Stąd było uważane za najgorsze łódzkie więzienie pod względem warunków bytowych.
W pierwszych miesiącach I wojny światowej funkcja więzienna budynku została na krótko zawieszona, ponieważ na kilka miesięcy ulokowano tu pacjentów zbombardowanego w listopadzie lub grudniu 1914 r. szpitala psychiatrycznego „Kochanówka” pod Łodzią.
W listopadzie 1918 r. więzienie udało się opanować bez większych problemów dzięki kpr. Bederskiemu, Polakowi służącemu w Reichswehrze. W okresie międzywojennym było to jedno z dwóch głównych więzień w Łodzi (obok więźnia przy ul. M. Kopernika 36). W 1939 r., na bazie silnego trendu resocjalizacyjnego w polskim więziennictwie, władze policyjne w Łodzi wynajęły na 10 lat lewą oficynę sąsiedniego budynku przy ul. S. Sterlinga 18. Urządzono tu warsztaty, gdzie pracowali więźniowie.

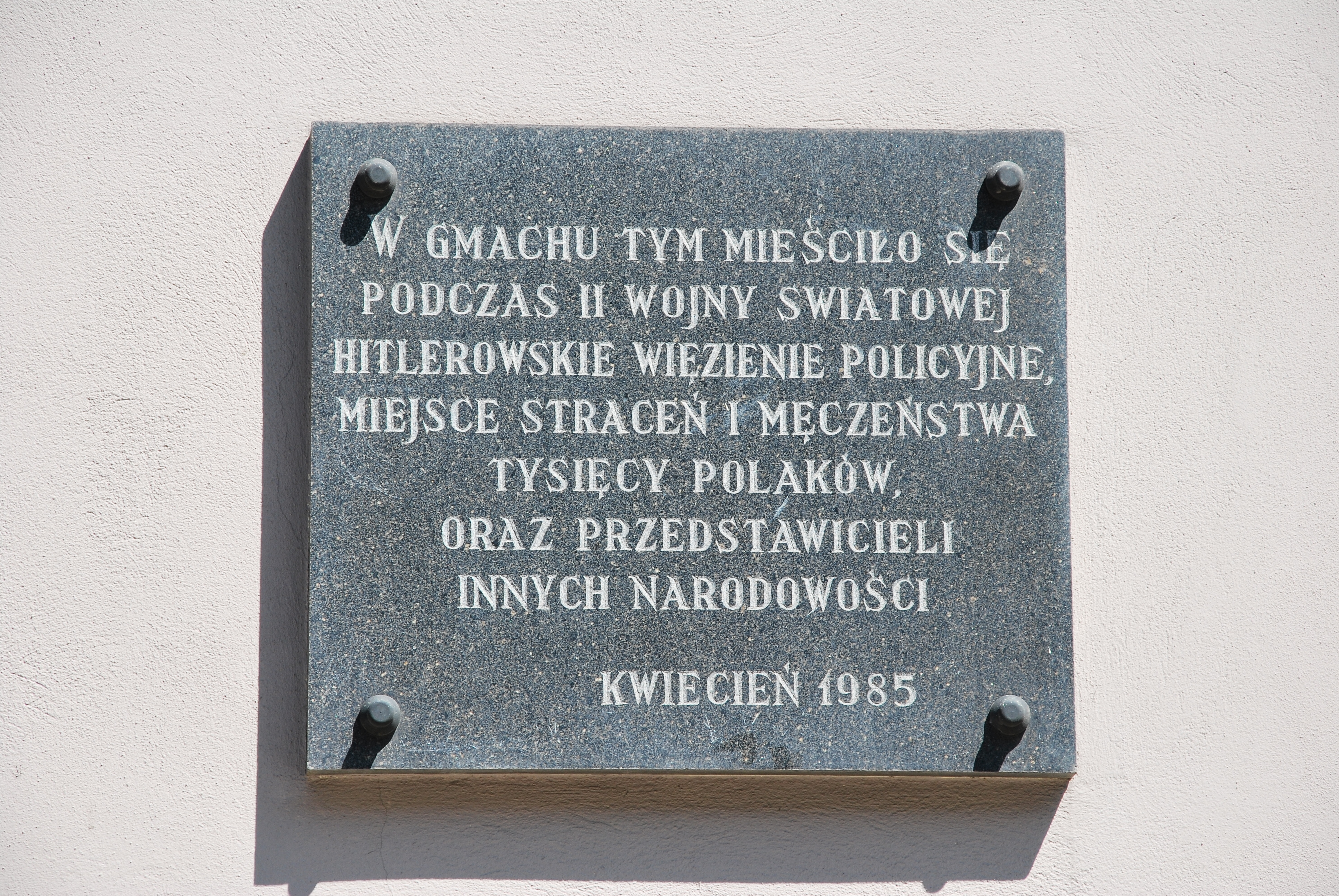

W okresie II wojny światowej naziści utworzyli w nim więzienie policyjne, gdzie odbywały się przesłuchania oraz egzekucje. W latach 1939–1945 budynek oficjalnie wykorzystywany był jako więzienie policyjne, a nieoficjalnie jako placówka więzienna łódzkiego Gestapo (mającego swoją siedzibę przy Alei Karola Anstadta w Łodzi). Po zakończeniu działań wojennych budynek pełnił dalej funkcję zakładu karnego.
Z powodu rozwijającej się akcji represyjnej niemieckich władz okupacyjnych, skierowanej przeciwko Polakom, łódzka policja okupacyjna na przełomie lat 1942/1943 definitywnie przyłączyła sąsiednią kamienicę przy ul. S. Sterlinga (podówczas Robert-Koch-Str.) 18 do budynku więziennego. Do tego czasu, czyli do końca 1942 r., od frontu i w prawej oficynie, mieszkali Polacy, między innymi Feliks Filipczyński, który sprowadził się tam około września 1941 r., krótko po ślubie z Anną Lebiedzińską. W tym czasie oboje byli mocno zaangażowani w działalność konspiracyjną w Armii Krajowej, w ramach grupy konspiracyjnej „Legia Narodowa”. On pod pseudonimem „Kmicic” a ona „Elżunia”. Z grupą tą był też aktywnie związany uczestnik łódzkiej akcji „N” – Jan Libsz, ps. „Kruk”, „Anatol”. Po sprowadzeniu się na ul. S. Sterlinga 18 „Elżunia” niezwłocznie, według własnej powojennej relacji, zorganizowała pomoc dla więźniów, którzy pracowali w tym czasie przy gruntownym remoncie oficyny. Podkładała im żywność i odbierała grypsy. Ułatwieniem było to, że Filipczyńscy mieszkali na parterze prawej oficyny. Zdarzały się przypadki, że „dobry” wachman pozwalał nawet na krótki pobyt więźniów w ciepłej kuchni Filipczyńskich. Natomiast jej mąż wraz z Libszem wykonywali ze strychu tego domu zdjęcia maltretowania więźniów oraz dziedzińca więziennego, ukryci za załomem muru, przez otwór w ścianie. Niestety żadne z tych zdjęć nie zostało ujawnione.
Po połączeniu obu posesji więzienie składało się z dwóch trzypiętrowych budynków (Sterlinga 16 i 18) z 53 celami oraz 5 izbami chorych.

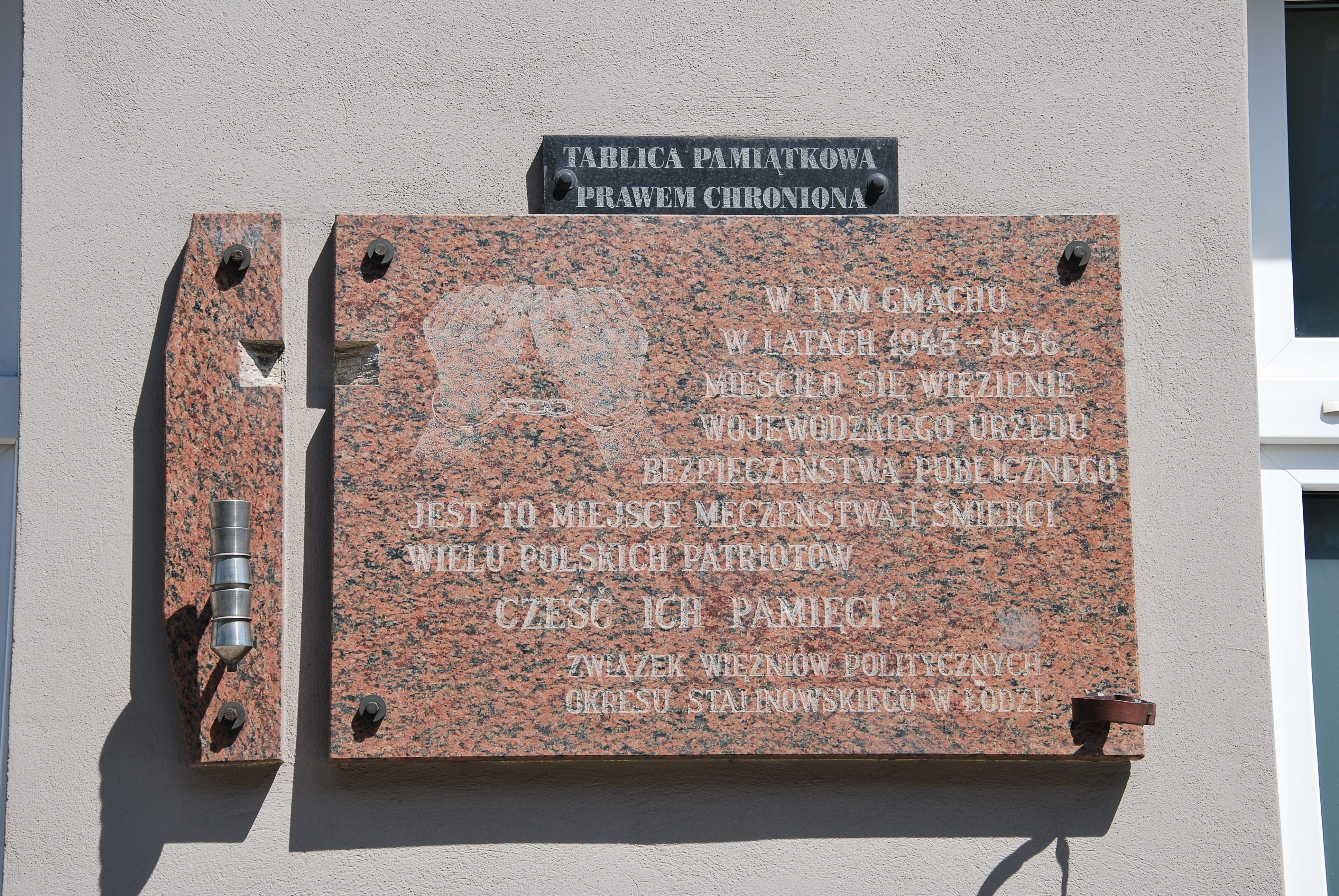

W pierwszych miesiącach po zakończeniu okupacji niemieckiej w Łodzi podczas II wojny światowej (19 stycznia 1945), więzienie zostało przejęte przez Wojewódzki Urząd Bezpieczeństwa Publicznego w Łodzi, spełniając dokładnie taką samą funkcję jak podczas okupacji niemieckiej. Teraz umieszczano tu więźniów politycznych oskarżonych o działalność wymierzaną przeciwko władzom komunistycznym. Około 1955 r. ówczesny minister spraw wewnętrznych – Władysław Wicha) nadał więzieniu przy ul. Sterlinga status „Więzienia Centralnego” (jako jednemu spośród 33 w Polsce).
Po wydarzeniach polskiego października 1956 r. więzienie uzyskało status zwykłego więzienia z przeważającą funkcją aresztową. Funkcję więzienną budynek przestał pełnić w 1964 r., po uruchomieniu w tym czasie nowego obiektu więziennego w Łodzi, przy ul. Stokowskiej. Po likwidacji funkcji więziennej budynek – po niezbędnych pracach adaptacyjnych – stał się siedzibą Sądu Rejonowego dla Łodzi-Śródmieście. Swoją siedzibę miał tam także Sąd dla Nieletnich w Łodzi, które funkcjonowały w tym miejscu do końca lat 80. XX wieku. Następnie budynek przejęła Politechnika Łódzka. Obecnie znajduje się tu Centrum Medyczne „Renoma” wraz z wieloma innymi gabinetami na zasadzie wynajmu pomieszczeń.
Praktycznie przez cały czas funkcjonowania tu więzienia było to więzienie męskie, w którym wykonywano wyroki śmierci przez powieszenie (na pewno w okresie II wojny światowej, przede wszystkim mężczyźni). W pierwszych powojennych latach powieszono tu wielu Niemców oraz Polaków skazanych za współpracę z okupantem niemieckim (np. komendant więzienia radogoskiego – Walter Pelzhausen), a później ludzi skazanych za działalność antykomunistyczną oraz zwykłych przestępców. Ta funkcja utrzymała się najprawdopodobniej do końca funkcjonowania tego więzienia, choć nie była jedynym miejscem wykonywania wyroków śmierci w Łodzi.
O martyrologii więzionych tu ludzi w okresie II wojny światowej i latach polskiego „stalinizmu” informują dwie tablice znajdujące się na elewacji budynku.